# Mavilly-Mandelot

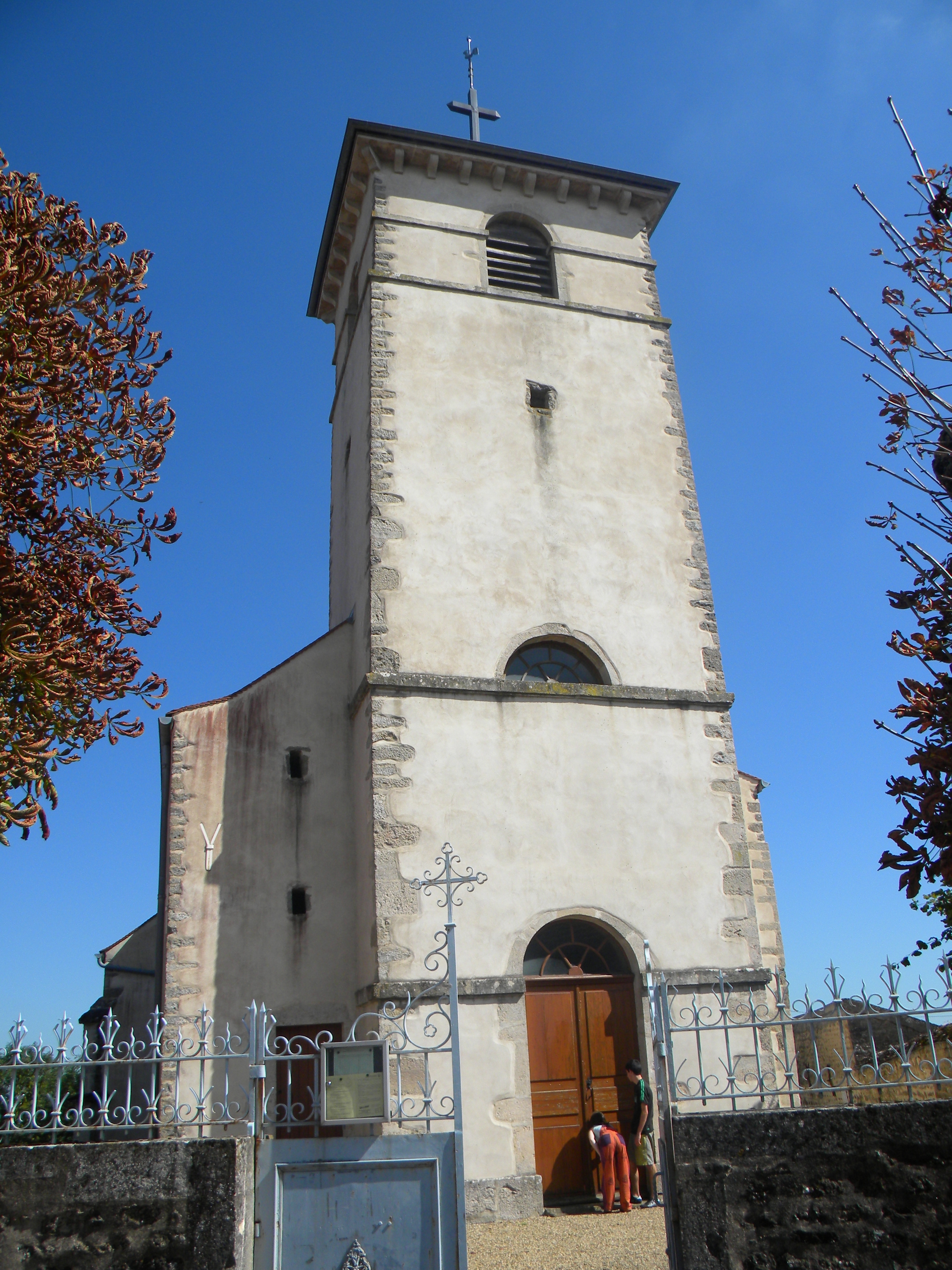
Kerk

Mavilly-Mandelot is een gemeente in het Franse departement Côte-d'Or (regio Bourgogne-Franche-Comté) en telt 160 inwoners (2004). De plaats maakt deel uit van het arrondissement Beaune.

## Geografie
De oppervlakte van Mavilly-Mandelot bedraagt 9,5 km², de bevolkingsdichtheid is 16,8 inwoners per km².
De onderstaande kaart toont de ligging van Mavilly-Mandelot met de belangrijkste infrastructuur en aangrenzende gemeenten.

## Demografie
Onderstaande figuur toont het verloop van het inwonertal (bron: INSEE-tellingen).